# Gerena
Gerena is een gemeente in de Spaanse provincie Sevilla in de regio Andalusië met een oppervlakte van 130 km². In 2007 telde Gerena 6016 inwoners.

## Demografische ontwikkeling
Bron: INE, 1857-2011: volkstellingen